# Ain Bou Ali
Ain Bou Ali (franska: Ain Bou Ali (CR), Ain Bou Ali (Commune Rurale), arabiska: رباط الخير (البلدية)) är en kommun i Marocko.   Den ligger i provinsen Moulay Yacoub och regionen Fès-Meknès, i den nordöstra delen av landet, 170 km öster om huvudstaden Rabat. Antalet invånare är 12 269.